# Bolivia (paroisse civile)
Pour les articles homonymes, voir Bolivia.
Bolivia est l'une des sept paroisses civiles de la municipalité de Candelaria dans l'État de Trujillo au Venezuela. Sa capitale est Bolivia.